# Alpe Adria Football League
La Alpe Adria Football League era una associazione sportiva che organizzava l'omonimo campionato di football americano; raggruppa squadre croate, slovene, serbe e bosniache. Dopo il 2015 si è sciolta e le sue squadre sono confluite nella CEFL

## Formula
Il campionato era disputato nella formula a girone unico con play-off e finale (Alpe Adria Bowl).

## Team partecipanti
In grassetto i team che partecipano alla stagione in corso (o all'ultima stagione).
| Team                  | Numero Partecipazioni | Miglior piazzamento Stagione regolare | Partecipazioni Play Off | Titoli vinti |
| --------------------- | --------------------- | ------------------------------------- | ----------------------- | ------------ |
| Alp Devils            | 3                     | 1° 2014                               | 2                       | 0            |
| Belgrade Blue Dragons | 1                     | 2° 2015                               | 1                       | 0            |
| Maribor Generals      | 3                     | 1° (North) 2013                       | 3                       | 3            |
| Niš Imperatori        | 1                     | 3° 2015                               | 1                       | 0            |
| Osijek Cannons        | 2                     | 6° 2014                               | 0                       | 0            |
| Pančevo Panthers      | 1                     | 1° (East) 2015                        | 1                       | 0            |
| Sarajevo Spartans     | 2                     | 5° 2014                               | 0                       | 0            |
| Sirmium Legionaries   | 1                     | 3° 2014                               | 0                       | 0            |
| Split Sea Wolves      | 1                     | 7° 2014                               | 0                       | 0            |
| Zagreb Patriots       | 2                     | 1° (West) 2015                        | 0                       | 0            |
| Zagreb Raiders        | 2                     | 1º (South) 2013                       | 0                       | 0            |
| Zagreb Thunder        | 1                     | 2° (South) 2013                       | 0                       | 0            |

## Albo d'oro
| Stagione | Titolo              | Vincitore        | Avversario      | Risultato | Luogo |
| -------- | ------------------- | ---------------- | --------------- | --------- | ----- |
| 2013     | I Alpe Adria Bowl   | Maribor Generals | Zagreb Raiders  | 19 - 12   |       |
| 2014     | II Alpe Adria Bowl  | Maribor Generals | Alp Devils      | 15 - 6    |       |
| 2015     | III Alpe Adria Bowl | Maribor Generals | Zagreb Patriots | 36 - 16   |       |